# Foothill Farms
|  | Dieser Artikel wurde aufgrund von inhaltlichen Mängeln auf der Qualitätssicherungsseite des Projektes USA eingetragen. Hilf mit, die Qualität dieses Artikels auf ein akzeptables Niveau zu bringen, und beteilige dich an der Diskussion! Eine nähere Beschreibung der zu behebenden Mängel fehlt. |

Foothill Farms ist ein census-designated place (CDP) im Sacramento County im US-Bundesstaat Kalifornien mit 35.834 Einwohnern (Stand: 2020). Das Stadtgebiet hat eine Größe von 6,0 km².